# Війниця (станція)
Війниця (станція) — колишня тупикова залізнична станція Радомської дирекції Польської залізниці.
Була відкрита у роки Першої світової війни. Ініціатором будівництва була Австро-Угорщина.
У міжвоєнний час через станцію проходили два пасажирські потяги до Володимира (№ 2151/2152 та 2153/2154 (пізніше 2171/2172)). Закрита у роки Другої світової війни.